# 兴隆镇 (平利县)
兴隆镇，是中华人民共和国陕西省安康市平利县下辖的一个乡镇级行政单位。

## 行政区划
兴隆镇下辖以下地区：
冠河口村、青藤沟村、太山村、九龙池村、汝河村、马鞍桥村、小沟村、蒙溪街村、熊儿沟村、秋木河村、太子沟村、白龙寺村、朝阳冠村、鲤鱼庙村、兴隆寨村、义学堂村、红庙村和广木河村。